# PR-281
A Rodovia PR-281 é uma estrada pertencente ao governo do Paraná que corta o Estado de leste a oeste, ao longo da fronteira sul, com o Estado de Santa Catarina. A rodovia se inicia no entroncamento com a BR-376 na cidade de Tijucas do Sul e estende-se para oeste até a cidade de Capanema, no entroncamento com a PR-889 (acesso à Argentina pela Ponte Internacional sobre o Rio Santo Antônio) e no entroncamento com a PR-495 (na fronteira sul do Parque Nacional do Iguaçu).
É importante notar a existência de aproximadamente 248 km somente planejados, ou seja, atualmente inexistentes.

## Denominações
- Rodovia João Francisco Siqueira, no trecho entre Antônio Olinto e o entroncamento com a BR-476, de acordo com a Lei Estadual 9.827 de 29/11/1991.
- Rodovia Rodovia Osmar Pinterich, no trecho entre o entroncamento com a BR-376 e Agudos do Sul, de acordo com a Lei Estadual 10.434 de 03/08/1993.

## Trechos da Rodovia
A rodovia possui uma extensão total de aproximadamente 605,4 km (contando com os 248 km que estão apenas planejados), podendo ser dividida em 38 trechos, conforme listados a seguir:
| Ponto de referência                                 | Extensão do trecho | Extensão acumulada | Situação        |
| --------------------------------------------------- | ------------------ | ------------------ | --------------- |
| Entroncamento BR-376                                | ---                | 0 km               | ---             |
| Tijucas do Sul                                      | 13,6 km            | 13,6 km            | Pavimentado     |
| Entroncamento PR-419 (Agudos do Sul)                | 19,3 km            | 32,9 km            | Pavimentado     |
| Entroncamento PR-420                                | 15,4 km            | 48,3 km            | Pavimentado     |
| Piên                                                | 1,4 km             | 49,7 km            | Pavimentado     |
| Entroncamento BR-116 (Rio Negro)                    | 44 km              | 93,7 km            | Não pavimentado |
| Antônio Olinto                                      | 51 km              | 144,7 km           | Planejado       |
| Entroncamento BR-476 (A)                            | 11,2 km            | 155,9 km           | Pavimentado     |
| Entroncamento PR-151                                | 16,1 km            | 172,0 km           | Pavimentado     |
| Entroncamento PR-364 (São Mateus do Sul)            | 4,1 km             | 176,1 km           | Pavimentado     |
| Entroncamento BR-476 (B) (Fluviópolis)              | 28,2 km            | 204,3 km           | Pavimentado     |
| Entroncamento PRT-153 (Mallet)                      | 30,3 km            | 234,6 km           | Não pavimentado |
| Entroncamento BR-466 (Planejada)                    | 40 km              | 274,6 km           | Planejado       |
| Entroncamento PR-447 (Cruz Machado)                 | 17 km              | 291,6 km           | Planejado       |
| Entroncamento PR-170                                | 28 km              | 319,6 km           | Planejado       |
| Entroncamento PR-459 (A) (Mangueirinha)             | 68 km              | 387,6 km           | Planejado       |
| Entroncamento PR-459 (B)                            | 2,6 km             | 390,2 km           | Pavimentado     |
| Entroncamento BR-373 (A)                            | 22,1 km            | 412,3 km           | Pavimentado     |
| Entroncamento BR-373 (B)                            | 5,9 km             | 418,2 km           | Pavimentado     |
| Entroncamento PRT-158/PR-565 (Chopinzinho)          | 17 km              | 435,2 km           | Pavimentado     |
| Entroncamento BR-158                                | 8,3 km             | 443,5 km           | Pavimentado     |
| Entroncamento PR-562/PR-570 (São João)              | 10,6 km            | 454,1 km           | Pavimentado     |
| Entroncamento PR-475 (São Jorge d'Oeste)            | 27 km              | 481,1 km           | Pavimentado     |
| Entroncamento PR-493                                | 13,7 km            | 494,8 km           | Pavimentado     |
| Dois Vizinhos                                       | 3,2 km             | 498,0 km           | Pavimentado     |
| Entroncamento PR-473                                | 2,6 km             | 500,6 km           | Pavimentado     |
| Entroncamento PR-180                                | 7,25 km            | 507,85 km          | Pavimentado     |
| Entroncamento PR-471 (A) (Salto do Lontra)          | 18,35 km           | 526,2 km           | Pavimentado     |
| Entroncamento PR-471 (B)                            | 1,2 km             | 527,4 km           | Pavimentado     |
| Santa Izabel do Oeste                               | 17,5 km            | 544,9 km           | Pavimentado     |
| Entroncamento PR-880 (acesso a Realeza)             | 2,3 km             | 547,2 km           | Pavimentado     |
| Entroncamento PR-182 (A)                            | 2 km               | 549,2 km           | Pavimentado     |
| Entroncamento PR-182 (B)                            | 5,3 km             | 554,5 km           | Pavimentado     |
| Entroncamento PR-583                                | 12,45 km           | 566,95 km          | Pavimentado     |
| Entroncamento PRT-163 (Planalto)                    | 12,6 km            | 579,55 km          | Pavimentado     |
| Capanema                                            | 4,9 km             | 584,45 km          | Pavimentado     |
| Entroncamento PR-582                                | 6,3 km             | 590,75 km          | Pavimentado     |
| Entroncamento PR-889 (acesso à Ponte Internacional) | 12,8 km            | 603,55 km          | Pavimentado     |
| Entroncamento PR-495                                | 1,85 km            | 605,4 km           | Pavimentado     |

Extensão construída: 357,4 km (59,04%)
Extensão pavimentada: 327,1 km (54,03%)
Extensão duplicada: 0,00 km (0,00%)

## Municípios atravessados pela rodovia
- Tijucas do Sul
- Agudos do Sul
- Piên (trajeto interrompido)
- Rio Negro (trecho inexistente)
- Antônio Olinto (reinício do trajeto)
- Fluviópolis
- São Mateus do Sul

- Mallet (trajeto interrompido)
- Cruz Machado (trecho inexistente)
- Mangueirinha (trecho inexistente)
- Chopinzinho (reinício do trajeto)
- São João
- São Jorge d'Oeste
- Dois Vizinhos
- Salto do Lontra
- Santa Izabel do Oeste
- Realeza
- Planalto
- Capanema